# Elke Meers
Elke Meers est une joueuse de football belge née le 9 février 1986 à Tongres (Belgique). 

## Biographie
Elle joue actuellement au DVC Eva's Tirlemont en Super League. C'est un retour, elle y avait déjà joué. Elle a joué auparavant au KRC Genk Ladies, au Standard Fémina de Liège, à Saint-Trond VV, au DV Borgloon et au STV Rosmeer.

## Palmarès
- Championne de Belgique (3): 2008 - 2011 - 2012
- Vainqueur de la Coupe de Belgique (1): 2008
- Vainqueur de la Super Coupe de Belgique (2): 2008 - 2011
- Doublé Championnat de Belgique-Super Coupe de Belgique (1): 2011
- Triplé Championnat de Belgique-Coupe de Belgique-Super Coupe de Belgique (1): 2008
- Vainqueur de la BeNe SuperCup (1): 2011

### Bilan
- 7 titres